# MiG-19
Mikojan-Gurevič MiG-19 (v kódu NATO „Farmer“) byl sovětský dvoumotorový, jednomístný proudový stíhací letoun druhé generace, kterým byla vyzbrojena od roku 1958 i Československá lidová armáda. Šlo o první sériově vyráběný nadzvukový letoun na světě, srovnatelný s americkým strojem North American F-100 Super Sabre, i když MiG-19 později nad Severním Vietnamem čelil modernějším letounům McDonnell Douglas F-4 Phantom II a Republic F-105 Thunderchief. Původně používán Sovětským svazem, ale později byl ve velkém nasazen letectvem ČLR.
Stal se prvním letounem na světě schopným dosáhnout nadzvukové rychlosti v horizontálním letu při startu ze země.

## Vývoj

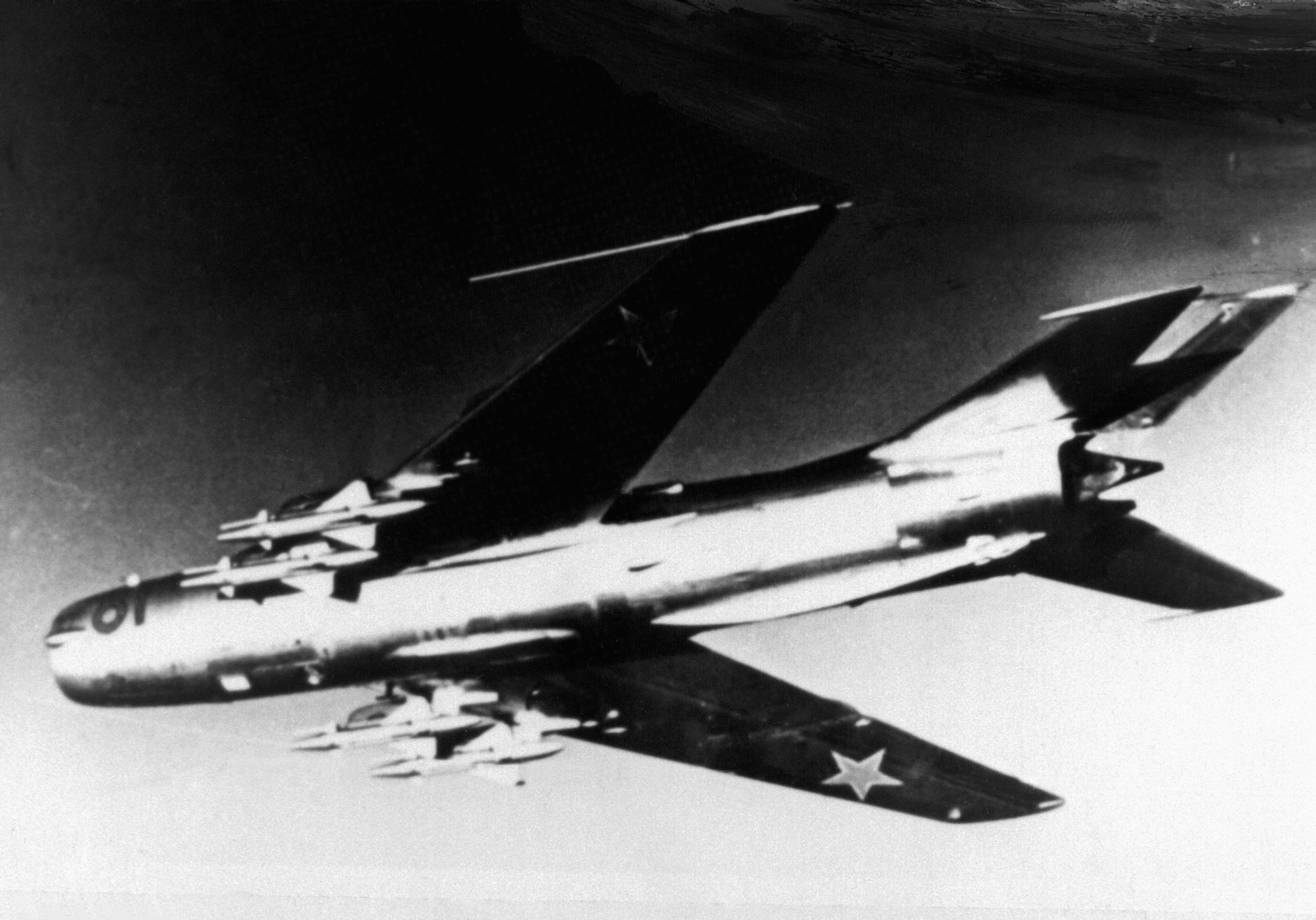
MiG-19 letectva SSSR s raketami RS-1U (AA-1 „Alkali“), 1985

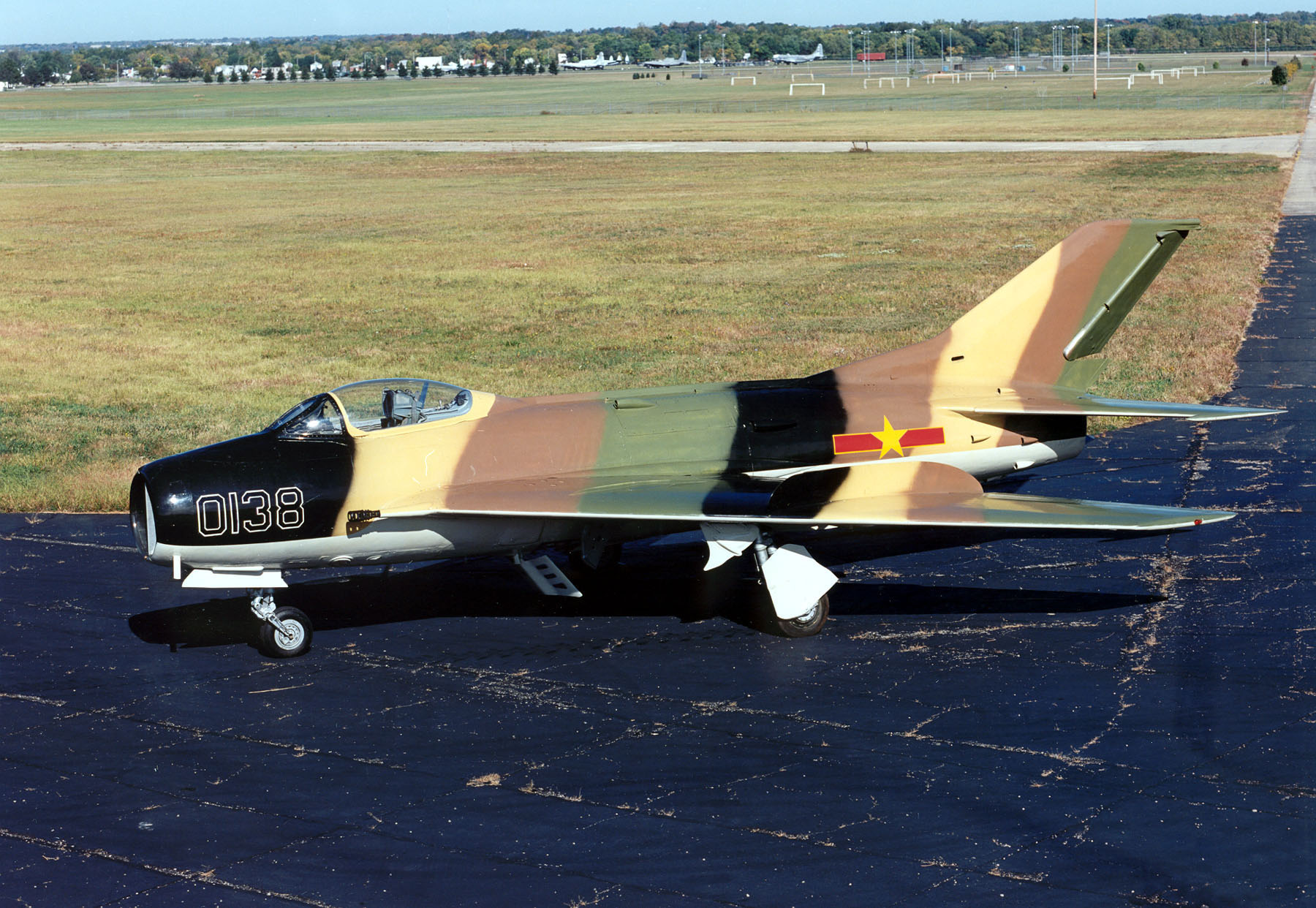
MiG-19S v Národním muzeu letectva Spojených států

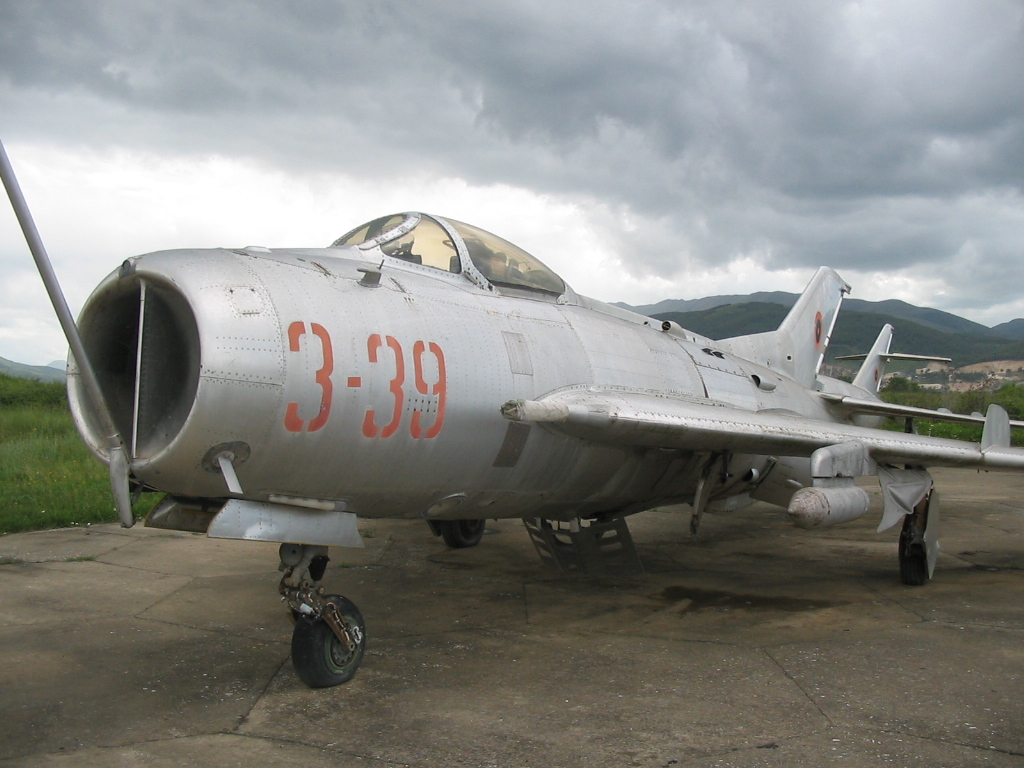
Letuschopný albánský J-6 (čínská verze MiGu-19) na letišti Kucova, 2007.

V roce 1950 začala konstrukční kancelář Mikojan-Gurevič (MiG) (také známá jako OKB-155) pracovat na novém stíhacím letounu, který měl mít větší dolet než stávající letouny MiG-15 a MiG-17 a byl schopen ve vodorovném letu dosáhnout nadzvukových rychlostí. MiG se rozhodl pro svůj nový stíhací letoun použít dva nové proudové motory s axiálním kompresorem Mikulin AM-5 (zmenšená verze motoru Mikulin AM-3, který poháněl bombardér Tupolev Tu-16). Jako zkušební stroj pro nový motor bylo OKB-155 20. dubna 1951 oprávněno přeměnit jeden z prototypů MiGu-17, přičemž jeden motor Klimov VK-1 byl nahrazen dvěma motory AM-5 o tahu 19,60 kN (4 410 lbf) (později ho nahradil AM-5A o tahu 21,08 kN (4,740 lbf)) s testovacím strojem označeným SM-1 (nebo I-340), který vzlétl koncem roku 1951. I když byl SM-1 užitečným testovacím strojem, jeho výkon byl nižší, než se očekávalo, a nejprve bylo navrženo přídavné spalování pro AM-5, což vedlo k motoru AM-5F (dosahující tahu 26,45 kN (5 950 lbf) s přídavným spalováním).
Zatímco SM-1 byl zkušebním strojem, SM-2 (nebo I-360) už byl zamýšlen jako požadovaný nadzvukový doprovodný stíhací letoun s povolením pokračovat v pracích 10. srpna 1951. SM-2 byl dvoumotorový středoplošník. Jeho tenká křídla navržená v CAGI měla pro nadzvukový let šípovitost 55 stupňů a na každé straně měla jeden aerodynamický plůtek. Netradičně byl osazen ocasní plochou ve tvaru T. Výzbroj tvořily dva kanóny Nudelman N-37 ráže 37 mm umístěné v náběžné hraně křídel letounu, poblíž kořenů křídel - zbraně byly oproti MiGu-15 a -17 přemístěny, aby se zabránilo nasávání prachových plynů a poškození motorů letadla. První SM-2, SM-2/1, byl v dubnu 1952 poslán k testování do Leteckého výzkumného ústavu M. M. Gromova a poprvé vzlétl 24. května 1952 se zkušebním pilotem G. A. Sedovem. S motory AM-5A bez přídavného spalování nemohl SM-2 ve vodorovném letu rychlost zvuku překročit, takže byly nahrazeny motory AM-5F s přídavným spalováním. Zatímco nové motory zlepšily výkon, bylo zjištěno, že letadlo má problémy s ovládáním, zejména při vysokých úhlech náběhu, kdy bylo letadlo náchylné k přetočení. K vyřešení těchto problémů byla svislá ocasní plocha letadla snížena. Došlo k dalším změnám včetně posunutí aerodynamických brzd letadla a prohloubení aerodynamických plůtků křídel, přičemž úpravy způsobily, že letoun byl přeznačen na SM-2A a poté na SM-2B.
AM-5F stále nedával dostatečný tah, a tak konstrukční kancelář Mikulin vyvinula nový motor, který jej nahradil - AM-9B (později přeznačený na Tumanskij RD-9). Poskytoval tah 25,5 kN (5 700 lbf) na sucho a 31,87 kN (7 160 lbf) s přídavným spalováním. SM-2B vybavený novými motory poprvé vzlétl v této podobě 5. ledna 1954. Výkon SM-9 zapůsobil na sovětské úřady a 17. února 1954 byl objednán do výroby jako MiG-19, a to navzdory skutečnosti, že tovární testování teprve začalo.
Spěch dostat MiG-19 do služby vedl k tomu, že počáteční sériová letadla měla řadu vážných problémů. Typ utrpěl za letu řadu explozí, které byly nakonec způsobeny špatnou izolací mezi motory letadla a palivovými nádržemi v zadní části trupu – přehřátí těchto nádrží mohlo způsobit výbuchy paliva. Problém se nakonec částečně vyřešil osazením kovového tepelného štítu mezi motory a nádrže. Výškovky letounu se ukázaly jako neúčinné při nadzvukových rychlostech a druhý a třetí prototyp SM-9 testoval plně pohyblivý plochý ocas, který byl později zařazen u hlavního sériového typu MiG-19S, který se také vyznačoval vylepšenou výzbrojí.
Ve stejné době, kdy byl eskortní stíhací letoun pro denní službu vyvinut z SM-2 a SM-9 do MiGu-19 a MiGu-19S, probíhaly souběžně práce na návrhu a konstrukci radarem vybaveného stíhacího letounu pro každé počasí. První prototyp SM-7/1 vzlétl poprvé 28. srpna 1954. Měl podobný drak jako první SM-9, včetně konvenční pevné vodorovné ocasní plochy, přičemž druhého a třetího SM-7 byly zavedeny podobné změny jako ty testované na prototypech SM-9, včetně stabilizátoru ocasu. Stíhací letoun pro každé počasí vstoupil v roce 1955 do výroby jako MiG-19P. Mezi hlavní rozdíly oproti MiGu-19S patřil radar RP-1 Izumrud v přídi letounu s malými kryty ve středu a na horním okraji sání vzduchu a výzbrojí dvou kanónů v kořenech křídel. Od roku 1957 přešla výroba všech stíhaček pro každé počasí na MiG-19PM s raketovou výzbrojí čtyř střel vzduch-vzduch K-5M a s odstraněným kanónem.
V roce 1955 po zavedení amerických výškových průzkumných balónů a přeletech britských letounů Canberra, které nebylo možné zachytit stávajícími letouny, spolu se zpravodajskými zprávami o vývoji letounu Lockheed U-2 s ještě větším dostupem, byl zahájen vývoj specializované výškové verze MiGu-19, MiG-19SV, která vstoupila do omezené výroby. Tento měl výkonnější motory a byl odlehčený. Bylo odstraněno pancéřované opěradlo a jedna ze zbraní, zatímco nastavení klapek bylo upraveno tak, aby poskytovalo větší vztlak ve vyšších nadmořských výškách. Také byl představen nový přetlakový oblek. Tyto změny zvýšily dostup letadla z 17 500 m (57 400 stop) na 18 500 m (60 700 stop). Prototyp MiGu-19SV byl dále modifikován (jako MiG-19SVK) se zvětšeným rozpětím křídel, což poskytlo dostup 19 100 m (62 700 ft), ale to stále na U-2 nestačilo a úsilí bylo přesunuto na přidání pomocných raket, tzv. boosterů.
Bylo vyrobeno přes 2 100 ks MiGu-19. Letoun byl vyráběn v SSSR. Později v Československu jako Aero S-105, kde bylo do roku 1961 vyrobeno 104 letadel. A zejména v Čínské lidové republice jako J-6. Stroj sloužil v mnoha zemích, jako například Kuba, Severní Vietnam, Egypt, Pákistán a Severní Korea. Stroj se zúčastnil Vietnamské války, šestidenní války a války v roce 1971 v Bangladéši. Všechny verze MiGu-19 postavené v Sovětském svazu byly jednomístné. Přestože Čína vyvinula dvoumístnou cvičnou verzi JJ-6, vycházející z J-6, Sověti předpokládali, že ovládání MiGu-19 bylo dostatečně jednoduché, takže žádné cvičné školící letadlo nebylo nutné.
V SSSR byl MiG-19 nahrazen MiGem-21. Čínský J-6 zůstal hlavní složkou čínského letectva až do 80. let a byl vyvinut do letadla Q-5. Navzdory svému věku měl MiG-19 a jeho verze dobré letové charakteristiky v malých výškách a překvapivě vysokou stoupavost a těžkou kanónovou výzbroj. MiG-19 sice postrádal lafety pro střely vzduch-vzduch, ale měl jednu výhodu oproti ranému modelu F-4 Phantom II: byl vyzbrojen kanóny. Vietnamské MiGy-19 měly tři 30mm kanóny, které se při výstřelu „vyznačovaly velkým zábleskem v ústí“. Letoun byl nabit 90 střelami na zbraň, což dalo přibližně šest sekund palby. Jediný dvousekundový výstřel 90 nábojů by mohl zasáhnout americké letadlo 81 lb (37 kg) kovu. V kontrastu s americkým 20mm kanónem jako M61 Vulcan, který dodával 39 lb (18 kg) kovu.

## Služba

### SSSR

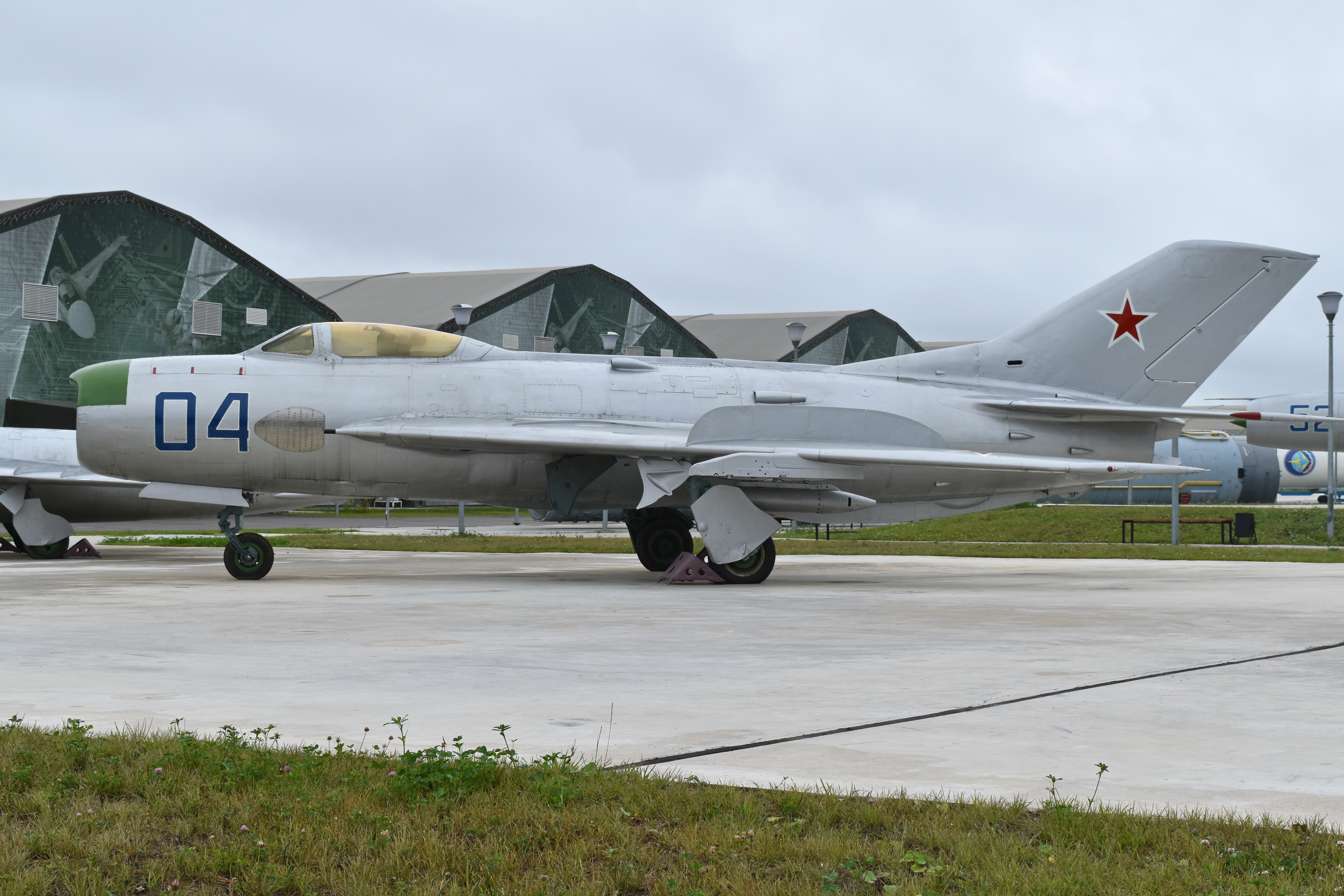
MiG-19P

Dodávky nového stíhacího letounu sovětským vzdušným silám (VVS) začaly v červnu 1955, přičemž typ byl veřejně představen 3. července téhož roku, kdy se 48 MiGů-19 zúčastnilo přeletu během přehlídky na letišti Tušino v Moskvě.
Během své služby v protivzdušné obraně Sovětského svazu a v NDR se MiG-19 podílel na několika záchytných letech západních průzkumných letadel. K prvnímu doloženému střetu s letadlem U-2 došlo na podzim 1957. Pilot MiGu-19 nahlásil vizuální kontakt, ale nemohl vyrovnat výškový rozdíl 2 234 m. Během sestřelení Francise Gary Powerse v roce 1960, byl salvou raket S-75 Dvina (SA-2 Guideline) sestřelen i jeden stíhací MiG-19P, přičemž zahynul pilot Sergej Safronov.
Během kontroverzního incidentu, ke kterému došlo 1. července 1960, sestřelil MiG-19 průzkumné letadlo RB-47H nad polárním kruhem v mezinárodním prostoru, přičemž zahynuli 4 členové posádky a dva byli zajati Sověty. Propuštěni byli v lednu 1961. Při dalším incidentu MiG-19 sestřelil 28. ledna 1964 stroj T-39 Sabreliner, který pronikl nad Východní Německo během cvičného letu, přičemž zahynula celá tříčlenná posádka.

### Východní Asie
Čína
K prvnímu nasazení a sestřelu amerického letadla MiGem-19 došlo v roce 1965, kdy Lockheed F-104 Starfighter amerického letectva a pilotovaný podplukovníkem Philipem E. Smithem byl napaden strojem letectva ČLR u ostrova Chaj-nan. Jeho Starfighter byl zasažen palbou z kanónu a byla poškozená část křídla a podvěsu raket. Smith začal útočit a podařilo se mu dostat MiG do zaměřovače, ale jen milisekundy před odpálením raket Starfighter ztratil všechen výkon. Smith se musel katapultovat a byl zajat. Byl držen v zajetí až do svého propuštění 15. března 1973 po návštěvě tehdejšího amerického prezidenta Richarda Nixona v Číně v roce 1972.
Vietnam

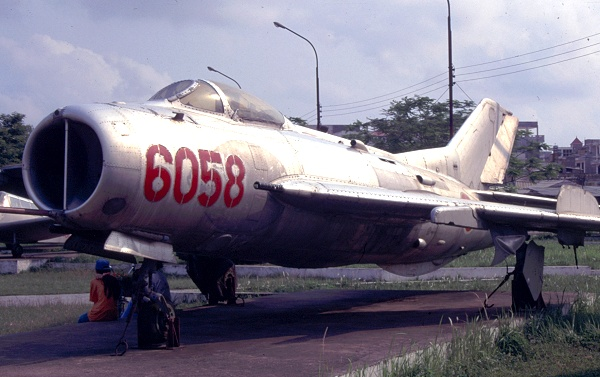
F-6 (čínská verze MiGu-19) vietnamského letectva v hanojském leteckém muzeu, 1997

Vietnamské lidové letectvo (VPAF) začalo dostávat MiG-19 na konci operace Rolling Thunder, která skončila v roce 1968. Severní Vietnam nasadil MiG-19 ve vzdušném boji mnohem později než MiG-17 a MiG-21. Navzdory jejich omezenému počtu byly MiGy-19 zapojeny do rozsáhlých bojů během operací Linebacker a Linebacker 2. Vietnamské  letectvo nárokuje sedm vítězství nad americkými letouny pomocí MiG-19, z nichž všechny byly F-4 Phantom II. MiG-19 byl testován americkými piloty ve Spojených státech v roce 1969 poté, co obdrželi F-6 (exportní model J-6) z Pákistánu. Kromě zjištění, že měl letoun dobrý překryt kabiny umožňující dobrý výhled pro pilota, spolu se třemi silnými 30mm kanóny, američtí piloti zjistili, že MiG-19 (J-6/F-6) je vynikající stíhací letoun. „Stejně jako MiG-17 se mohl snadno potrápit Phantom...a dokázal rychle dosáhnout na Mach 1,2, ale byl pomalejší než MiG-21.“ Největším nedostatkem MiGu-19 však byl jeho extrémně krátký dolet. Jak poznamenal jeden americký testovací pilot, „po pěti minutách s plným přídavným spalováním v nízké výšce bude pilot MiGu hledat místo k přistání!“ Toto v kombinaci se dvěma motory letounu, které bylo obtížné udržovat, způsobilo, že MiG-19 nebyl u severovietnamských pilotů oblíbený a byl noční můrou leteckých mechaniků. Zatímco MiG-17 byl obratný a MiG-21 rychlý, MiG-19 sice kombinoval vlastnosti obou, ale ne na stejné úrovni jako ony.
Začátkem roku 1969 bylo rozhodnuto o posílení protivzdušné obrany Severního Vietnamu vytvořením třetí proudové stíhací jednotky – měl jí být 925. stíhací pluk. Tato jednotka se měla skládat z posledních verzí MiGu-17 a nových MiGů-19. Pluk byl založen v Yen Bai a v dubnu 1969 již bylo k dispozici 9 vycvičených pilotů schopných bojového nasazení. Zatímco některé MiGy-17 a téměř všechny MiGy-21 byly dodány Sovětským svazem, většina vietnamských MiGů-19 (J-6) byla dodána z Číny, přičemž počet jen zřídka převyšoval 54 ks.
MiG-19 postrádal podvěsy pro rakety nebo střely vzduch-vzduch, ale měl jednu výhodu oproti ranému modelu F-4 Phantom II: měl kanónovou výzbroj. Vietnamské MiGy-19 měly tři 30mm kanóny, které se při výstřelu „vyznačovaly velkým zábleskem v přídi“. Letoun byl nabit 90 ranami na zbraň, což dávalo přibližně šest sekund střelby. Jediná dvousekundová dávka 90 střel by mohla zasáhnout americké letadlo s 81 lb (37 kg) kovu. V kontrastu s americkým 20mm kanónem M61 Vulcan, který dával 39 lb (18 kg) kovu.
Americké zdroje tvrdí, že ve vzdušných bojích bylo ztraceno 10 vietnamských MiGů-19. 2. června 1972 se MiG-19 zapsal do historie; nad Severním Vietnamem měl MiG-19 pochybnou čest být jediným známým sestřeleným letadlem ve vzdušném boji při nadzvukové rychlosti s použitím kanónu. Toto vítězství si připsal F-4 Phantom II pilotovaný majorem Philem “Hands” Handleym. Podle vietnamského letectva sestřelily severovietnamské MiGy-19 v letech 1965 až 1972 13 nepřátelských letadel a vrtulníků, přičemž pět MiGů-19 bylo ztraceno (čtyři sestřeleny nepřátelskými letouny a jeden přátelskou palbou) a jeden pilot zahynul.

### Střední východ
Egypt

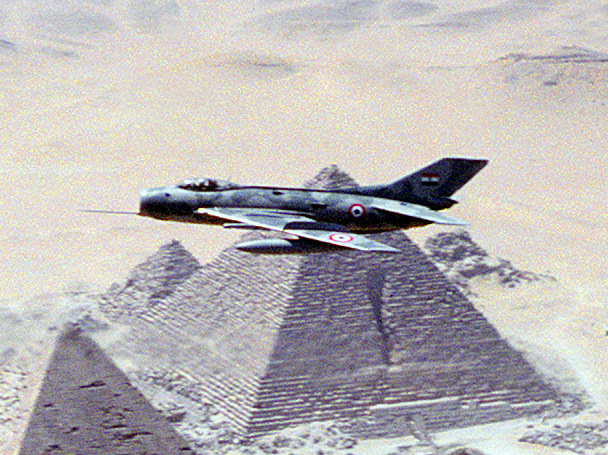
Egyptský MiG-19 během cvičení Bright Star '83 nad jednou z egyptských pyramid.

Jednou z prvních egyptských jednotek MiG-19 byla 15. letecká brigáda, skládající se z 20. a 21. perutě, které se staly operačními ve Fajidu s předsunutým umístěním v Milajzu na počátku 60. let.
V roce 1962 byly egyptské MiGy-19 nasazeny v roli pozemního útoku během občanské války v Severním Jemenu. K prvnímu hlášenému vzdušnému boji na blízkém východě s účastí MiGu-19 došlo 29. listopadu 1966, kdy izraelská Dassault Mirage III sestřelila dva egyptské MiGy-19, které se snažily zachytit izraelský průzkumný Piper J-3 Cub v izraelském vzdušném prostoru. První MiG byl zničen radarem naváděnou střelou R.530 vypálenou z méně než míle daleko, což byl také první sestřel během vzdušného boje střelou francouzské výroby. Druhý MiG-19 byl sundán palbou z kanónu.
Během šestidenní války v červnu 1967 měl Egypt ve výzbroji kolem 80 MiGů-19, ale více než polovina z nich byla zničena na zemi během úvodních izraelských náletů při operaci Focus. Izraelští piloti však považovali MiG-19 za potenciálně nebezpečného protivníka kvůli jeho výkonu, manévrovatelnosti a silné výzbroji.
Po válce Egypťané reorganizovali svou přeživší flotilu MiGů-19 a přidělili je k protivzdušné obraně egyptského vnitrozemí. Sovětský svaz Egyptu žádné další MiGy-19 jako náhradu za ty zničené v šestidenní válce nedodal, ale Egypt mohl nějaké obdržet od Sýrie a Iráku, takže do konce roku 1968 bylo více než 80 MiGů-19 ve výzbroji egyptského letectva. Letouny se zúčastnily boje i během Opotřebovací války; při jednom střetnutí 19. května 1969 se MiG-19 setkal se dvěma izraelskými Miragemi, přičemž jednu sestřelil palbou z kanonu, zatímco druhá unikla. Egypt měl asi 60 MiGů-19 ve službě během jomkipurské války v roce 1973, ve které sloužily jako letouny přímé letecké podpory.
Irák
Irák počátkem 60. let zakoupil několik MiGů-19S, ale později je všechny prodal (několik jich zůstalo v místních muzeích), i když některé se v 60. letech zúčastnily bojů proti Kurdům. Je potvrzeno, že Írán zakoupil jednu dodávku modelu F-6.

## Varianty

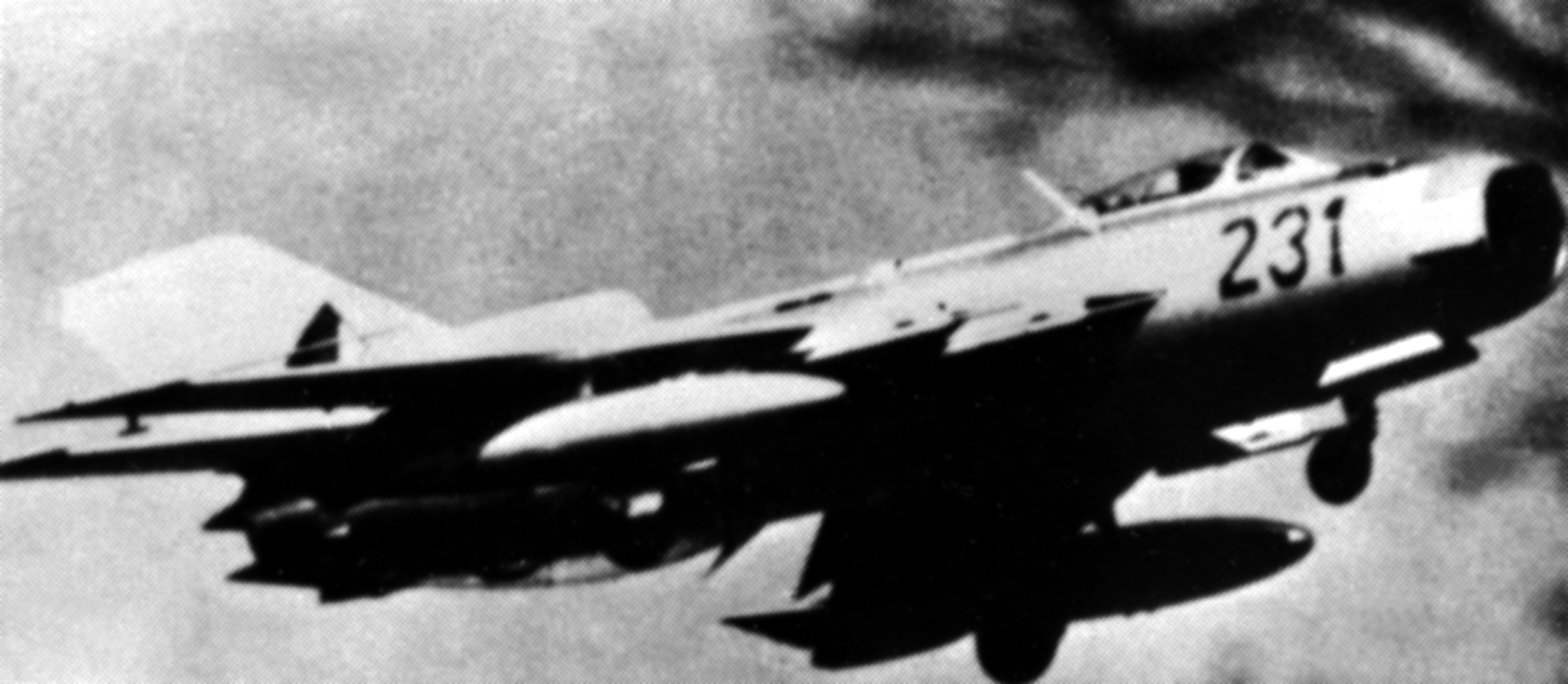
MiG-19PM

- MiG-19 (v kódu NATO: "Farmer-A" SM-9/1)

první sériová verze, vyzbrojená 3 kanóny NR-23 ráže 23 mm
- MiG-19S (v kódu NATO: "Farmer-C" SM-9/3)

základní typ letadla, byl vyráběn licenčně i v ČSSR (Aero Vodochody)
- MiG-19P (v kódu NATO: "Farmer-B" SM-7)

přepadová stíhačka vybavená radiolokátorem RP-1 Izumrud, slabší výzbroj. Novější modely mohly nést řízené střely Vympel K-13 (AA-2 "Atoll"). Vyráběl se od roku 1955.
- MiG-19PF

Přepadová jednomístná verze, vybavená radarem a schopná provozu za každého počasí. Vyráběla se v menších množstvích.
- MiG-19PM (v kódu NATO: "Farmer-E")

stíhačka s radarem a schopností nést 4 řízené protiletadlové rakety RS-2U. Vyráběl se od roku 1957.
- MiG-19R – průzkumná verze odvozená od MiGu-19S, přičemž fotografické vybavení nahradilo kanón v nosu stroje. Poháněly ho lepší motory RD-9BF-1.
- MiG-19SV

odlehčený stíhací letoun s vyšším dostupem. Byl navržen k ničení výzvědných balónů. Dne 6. prosince 1956 dosáhl výšky 20 740 m. Vyráběl se od roku 1956.
- MiG-19UTI

dvoumístné cvičné letadlo (byl vyroben pouze prototyp)

## Uživatelé

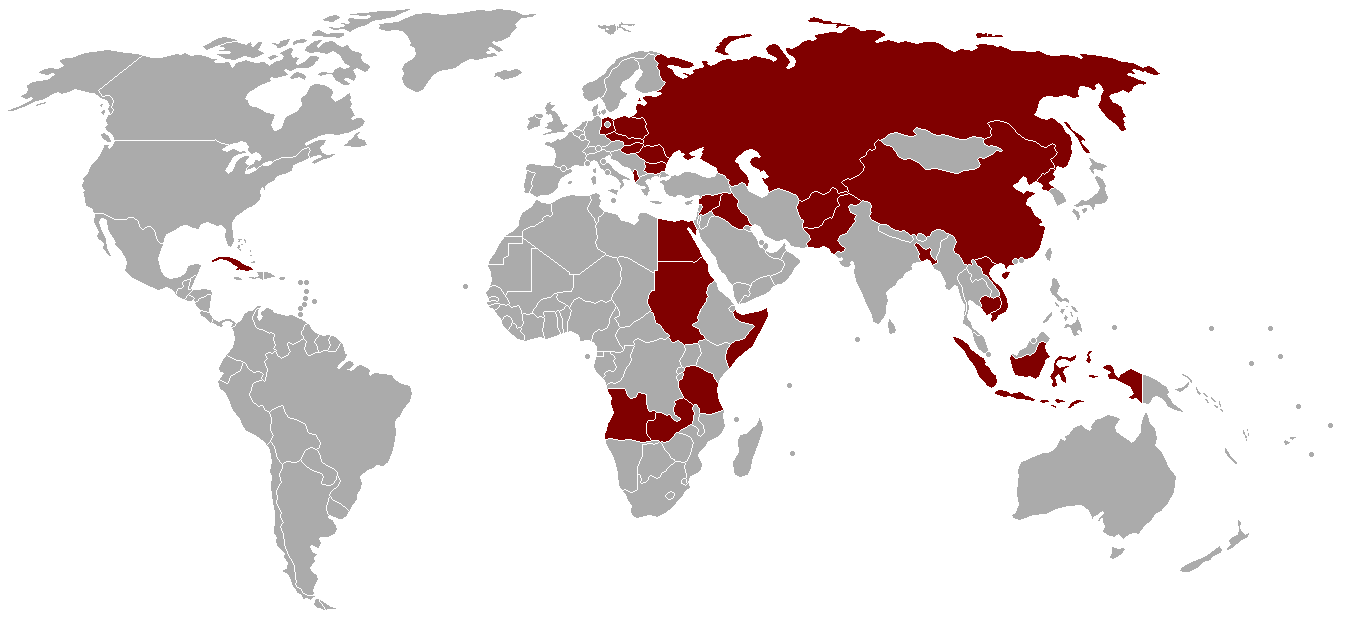
Země, které používaly letadla MiG-19

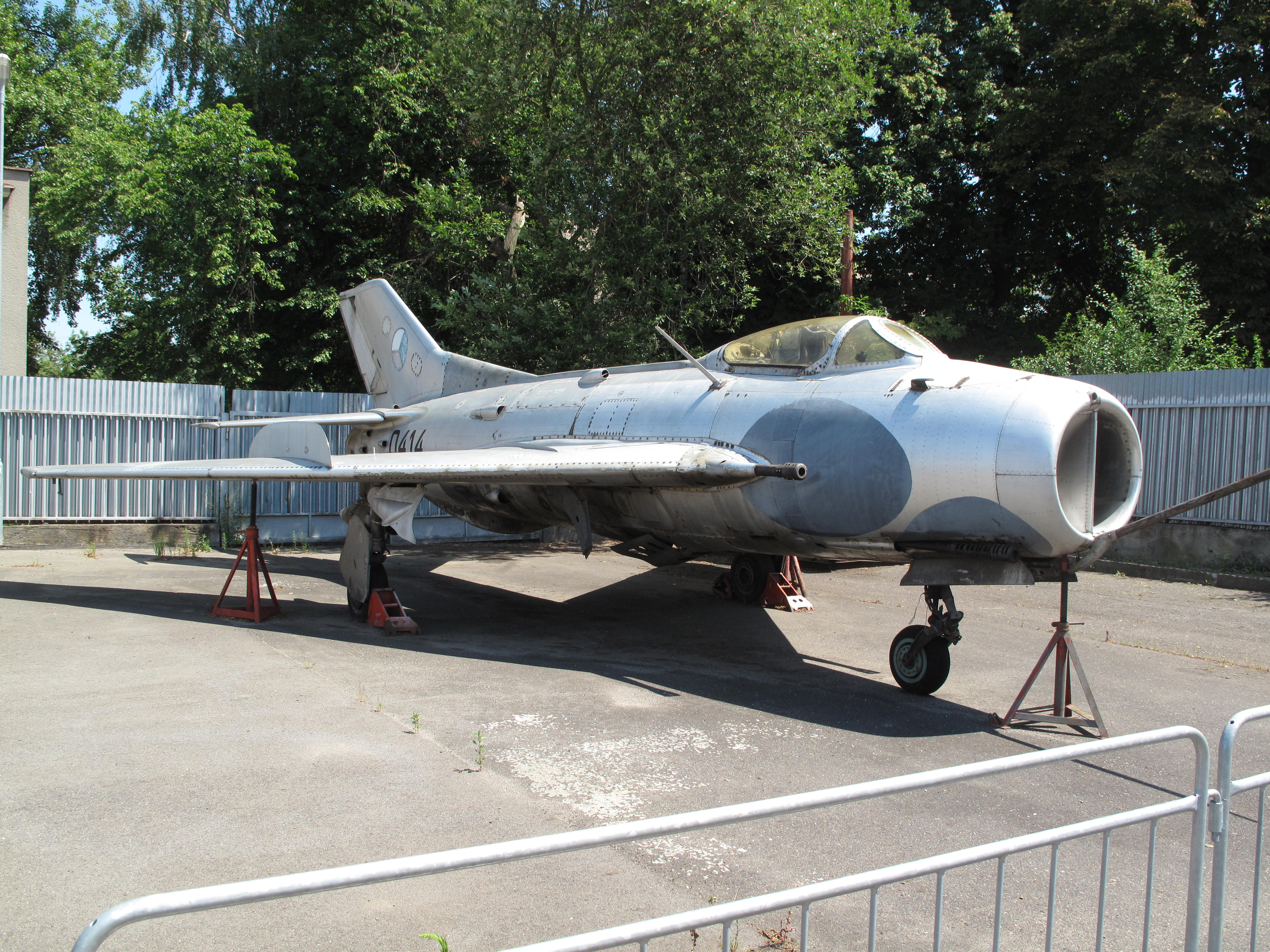
Aero S-105 (MiG-19S)

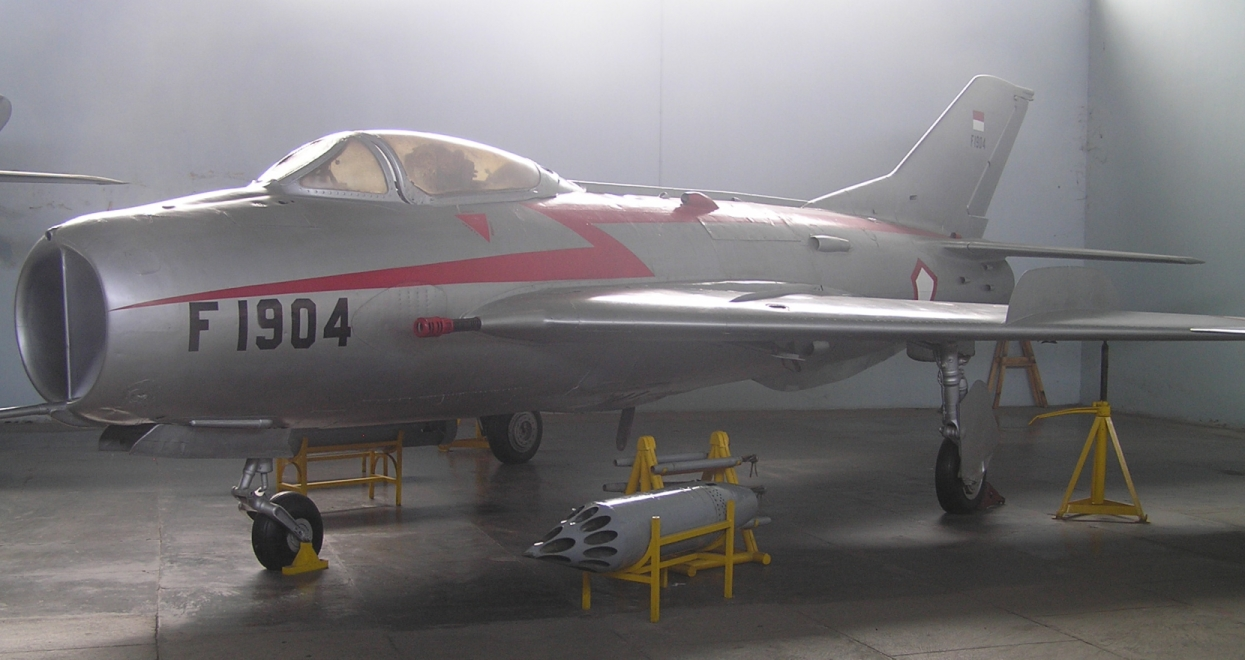
MiG-19 indonéského letectva v muzeu ve městě Yogyakarta, 2006

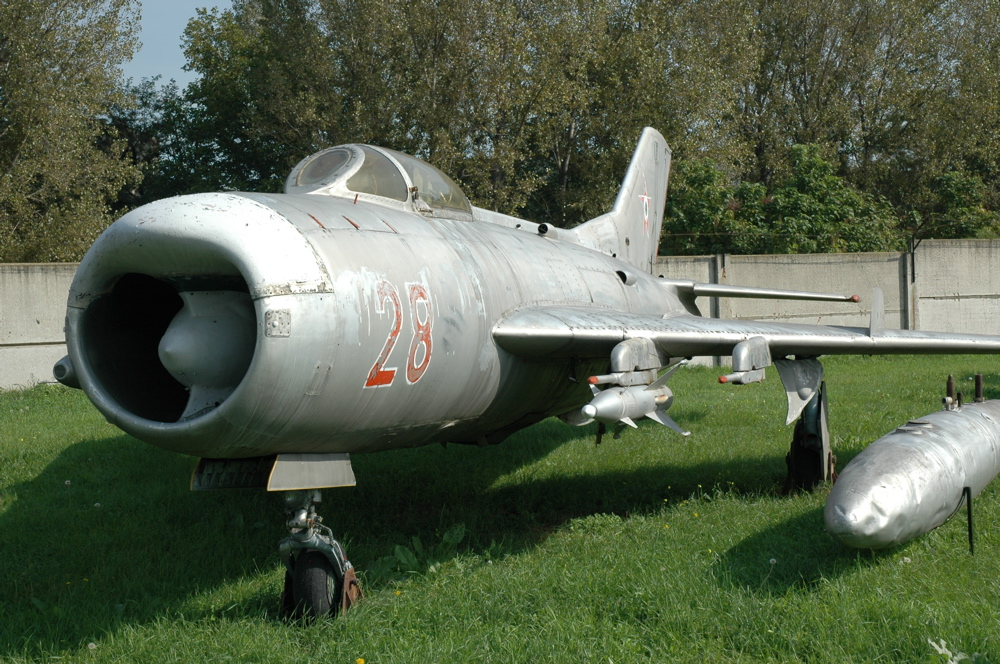
MiG-19PM maďarského letectva s radarem Izumrud, 2005

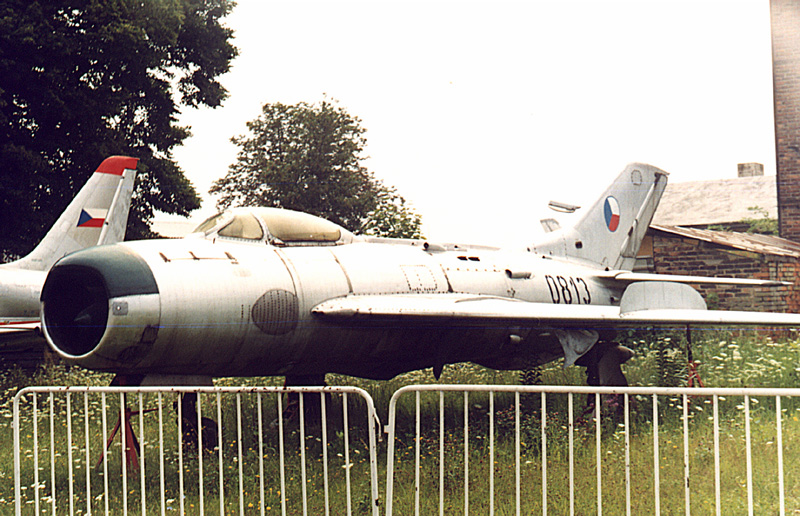
MiG-19P v kbelském muzeu

Afghánistán
Afghánské vzdušné síly obdržely 18 ks MiG-19S v roce 1965.
 Albánie
V říjnu 1959 bylo do Albánie dodáno 15 ks MiG-19PM. Stíhačky byly přiděleny stíhacímu pluku na základně Rinas. V roce 1965 je vyměnili s Čínou za stíhačky F-6.
 Bangladéš
Od roku 1975 začal Bangladéš dostávat stíhačky F-6 (MiG-19 čínské výroby) a byly jimi vyzbrojené 2 eskadry. V roce 1981 byly zakoupeny letadla FT-6, do té doby se používaly stroje FT-5. V roce 1998 byly stíhačky tohoto typu vyřazeny z výzbroje, ale cvičné stroje zůstaly ve službě pro výcvik pilotů stíhacích bombardérů A-5III.
 Bulharsko
Bulharské letectvo obdrželo začátkem roku 1958 24 stíhaček MiG-19S, kde sloužily do roku 1978. V roce 1966 Bulharsko obdrželo od Polska jeho MiGy-19P a MiGy-19PM. Byly umístěny na základně Dobroslavcy až do roku 1975.
 Československo
Koncem roku 1957 obdrželo československé letectvo 26 stíhacích MiGů-19P, které byly zařazeny k 1. a 11. stíhacího pluku. V roce 1958 bylo do výzbroje zařazeno 12 ks MiGů-19S, které byly dodány v prosinci 1957. MiG-19 se v Československu vyráběl i sériově ve firmě Aero Vodochody pod označením S-105. V letech 1959–1960 obdrželo československé letectvo 33 stíhacích MiGů-19PM, které zůstaly ve výzbroji do počátku 70. let.
 Čína
Výroba MiGů 19 byla v Shenyang Aircraft Factory zahájena typem J-6, odpovídajícím MiGu 19P. Z dodaných dílů smontovaný prototyp vzlétl 17. prosince 1958, první zcela čínský stroj pak 30. září 1959. Licenční stavba MiGů-19P a -19PM, pod označením J-6B, byla zahájena na podzim roku 1959 také v Nanchang Aircraft Factory. Všechna letadla postavená do konce roku 1960 měla tak závažné nedostatky, že je letectvo nepřevzalo. Licenční výroba proto byla zahájena znovu podle sovětské výrobní dokumentace a se sovětskou pomocí. První stroje II. generace vzlétly koncem roku 1961 a do řadové služby se ve větším počtu dostaly v létech 1964 a 1965. V roce 1970 se podařilo na předchozí výrobu navázat vývojem vlastní dvoumístné verze JJ-6 a J-6Xin s čínským radarem. Nejmodernější sériově stavěnou verzí se stal J-6C, označovaný také F-6, s pouzdrem brzdícího padáku pod směrovkou. Do sériové výroby byly zavedeny také J-6A s radarem. Do konce 80. let bylo v Číně postaveno na 4500 MiGů-19, které byly také exportovány do Albánie, Bangladéše, Egypta, Íránu, Iráku, KLDR, Pákistánu, Somálska, Tanzanie, Vietnamu a Zambie.
 Egypt
Mezi lety 1958–1964 obdrželo egyptské letectvo 160 ks MiGů-19S. Po zhoršení vztahů se SSSR v roce 1976 navázal Egypt vzájemné kontakty s Čínou, od které koupil velké množství modelu F-6. Stroje byly ve výzbroji 241. a 242. brigády. Egyptské stroje F-6 byly upraveny k použití raket Matra Magic.
 Indonésie
V roce 1961 pořídilo indonéské letectvo v SSSR stíhačky MiG-19F. Tato modifikace se jen nepatrně lišila od verze MiG-19S. V roce 1970 byly MiGy prodány Pákistánu.
 Irák
V polovině 60. let obdrželo irácké letectvo 15 kusů verze MiG-19S. Dalších 40 ks modelu F-6 bylo Iráku dodáno z Egypta v roce 1983. Předpokládalo se, že bude sloužit k bezprostřední podpoře pozemních vojsk, ale tuto úlohu nakonec plnil vrtulník Mi-24. Následkem toho byly F-6 přeřazeny k výcviku a uloženy do rezervy.
 Kambodža
Obdržela 16 ks modelu F-6 v roce 1977.
 Severní Korea
Ve výzbroji bylo přibližně 100 kusů F-6.
 Kuba
V listopadu 1961 dostaly Kubánské vzdušné síly prvních 8 z 12 přepadových MiG-19p. Ve výzbroji nezůstaly dlouho a už v roce 1965 byly nahrazeny stroji MiG-21PFM.
 Maďarsko
Maďarské letectvo získalo mezi březnem a dubnem 1960 celkem 12 ks verze Mig-19PM a byly zařazeny k 31. stíhacího pluku. Byly vyřazeny v roce 1974. Během služby v maďarském letectvu byly tři MiGy zničeny, přičemž zahynuli 2 piloti.
 Východní Německo
V říjnu 1959 bylo dodáno Luftstreitkräfte der NVA prvních 12 ks MiG-19S, které se dostaly do výzbroje 2. eskadry 3. stíhacího pluku a stejný počet MiGu-19PM obdržela 1. eskadra. Při rozličných nehodách bylo ztraceno 11 strojů. 
 Pákistán
Dne 24. listopadu 1965 podepsal Islámábád a Peking dohodu o prodeji 72 ks verze J-6/F-6 a 31. prosince téhož roku přiletěly první stroje do Pákistánu. Indonésie prodala Pákistánu 20 kusů MiGu-19S. Dvě další dodávky strojů F-6 v počtu 60ks proběhly v letech 1972 a 1977. Spolu s cvičnými FT-6 dostal Pákistán přibližně 260 ks tohoto typu. Mnoho jich bylo modernizováno tak, aby mohly používat rakety AIM-9 Sidewinder. Jedněmi z posledních jednotek s výzbrojí J-6/F-6 byly 15. peruť „Cobras“ na základně Kamra v Péšávaru a 19. přeškolovací peruť „War Hawks/Sherdils“ v Mianwali. Koncem 80. let byly ještě u perutí č. 17 a 23 v Samungli, 14. perutě na základně Kamra a 20. perutě „Cheetahs/Eagles“ v Rafiqi. Poslední kusy byly slavnostně vyřazeny 27. března 2002.
 Polsko
V létě 1958 dostal stíhací pluk dislokovaný v Slupsk-Redzikowo prvních 12 MiGů-19P, kde zůstaly až do roku 1966, kdy byly prodány do Bulharska. V roce 1959 dostalo Polsko dalších 13 MiG-19PM. Byly využívány do roku 1966–7 byly také prodány do Bulharska.
 Rumunsko
V letech 1959–1960 Rumunsko koupilo 15 ks MiG-19p, které byly využívány až do začátku 70. let. Rumunsko také pořídilo dalších 45 ks MiG-19PM, které se používaly do poloviny 70. let.
 Sovětský svaz
Sovětské letectvo
Sovětské námořní letectvo
Vojska protivzdušné obrany SSSR
 Somálsko
Somálsko pořídilo přibližně 50 ks verze F-6 čínské výroby.
 Súdán
Súdánské letectvo pořídilo šest kusů modelu F-6, které používá v roli bitevního stroje.
 Sýrie
Mezi lety 1958–1962 Sýrie zakoupila 40 ks MiG-19S.
 Tanzanie
Letectvo Tanzanie v roce 1974 koupilo dvanáct kusů verze F-6.
 Vietnam
Letectvo Vietnamské lidové osvobozenecké armády obdrželo mezi lety 1968–9 celkem 56 ks verze F-6 (čínská kopie MiGu-19), které byly přiřazeny k 925. stíhacímu pluku. Během Vietnamské války utrpělo letectvo značné ztráty, a tak v roce 1974 prodala Čína Vietnamu ještě 24 ks modelu F-6.
 Zambie
Vzdušné síly Zambie dostaly v roce 1977 dvanáct strojů F-6.

## Specifikace (MiG-19S)

### Technické údaje
- Posádka: 1
- Délka: 12,54 m
- Rozpětí: 9,00 m
- Výška: 3,88 m
- Nosná plocha: 25,0 m²
- Hmotnost prázdného letadla: 5 660 kg
- Vzletová hmotnost: 7 780 kg
- Maximální vzletová hmotnost: 8 890 kg
- Pohonná jednotka: 2 × proudový motor Tumanskij RD-9B s přídavným spalovaním, každý o tahu 25,5 kN (s přídavným spalováním 31,9 kN)

### Výkony
- Maximální rychlost: 1 452 km/h (ve výšce 10 000 m)
- Dolet:
  - Maximální dolet: 1 390 km
  - Maximální dolet s přídavnými nádržemi: 2 200 km
- Dostup: 17 900 m
- Stoupavost: 115 m/s (u země)
- Plošné zatížení: 302,4 kg/m²
- Poměr tah/hmotnost: 0,86

### Výzbroj
- 3× kanón NR-23 ráže 23 mm
- 2× raketnice V-5 ráže 57 mm

## Specifikace (MiG-19P)

### Technické údaje
- Posádka: 1
- Délka: 13,02 m
- Rozpětí: 9,00 m
- Výška: 3,88 m
- Nosná plocha: 25,0 m²
- Hmotnost prázdného letadla: 5 468 kg
- Vzletová hmotnost: 8 000 kg
- Maximální vzletová hmotnost: 9 100 kg
- Pohonná jednotka: 2 × proudový motor Tumanskij RD-9B s přídavným spalováním, každý o tahu 25,5 kN (s přídavným spalováním 31,9 kN)

### Výkony
- Maximální rychlost: 1 445 km/h (ve výšce 10 000 m)
- Dolet:
  - Maximální dolet: 1 474 km
  - Maximální dolet s přídavnými nádržemi: 2 318 km
- Dostup: 17 600 m

### Výzbroj
- 2× kanón NR-23 ráže 23 mm, pozdější série 2× kanón NR-30 ráže 30 mm
- 2× raketnice V-5 ráže 57 mm